# القديسة فيدس
القديسة فيدس أو قديسة كونكس فيدس (باللاتينية: سانكتا فيدس، بالفرنسية: سانت-فوي، بالإسبانية: سانتا في) هي قديسة فتاة أو امرأة شابة من آجان في آكيتين. تروي أسطورتها كيف قُبض عليها خلال اضطهاد الإمبراطورية الرومانية للمسيحيين، ورفضت تقديم تضحيات وثنية رغم التعذيب. تعرضت القديسة فيث للتعذيب حتى الموت بموقدة حمراء حارة. يُقال إن موتها حدث في عام 287 أو 290، في اضطهاد واسع النطاق في عهد دقلديانوس ابتداءً من عام 303. وهي مدرجة في قائمة باسم سانت فوي، وباسم «العذراء والشهيد» في قوائم الشهداء.
نُقل مركز تقديسها إلى دير سانت فوي، كونكيس، حيث وصلت آثارها في القرن التاسع، سُرقت من آجان من قِبل راهب من آبي قريب من كونكس.

## الأسطورة
توجد العديد من الأساطير المتعلقة بالقديسة فيث، كان يُخلط بينها وبين الأخوات الأسطوريات الثلاث المعروفات باسم فيث (الإيمان)، هوب (الأمل)، وشاريتي (الإحسان). أُدرج اسمها ضمن قائمة الشهداء في السادس من أكتوبر، ولكن تاريخ وفاتها غير معروف. «باسيو» مفقودة الآن، عندما وجدت وظهرت في القرن التاسع في قائمة الشهداء لـ فلورُس ليون. تُظهرها أساطيرها كراعية تقلب ضد كل من يتبرع بالقليل للكنيسة في كونكس.
يُعتقد أن القديسة فيث بأنها فتاة من آيجان، استشهدت في نهاية القرن الثالث أو بداية الرابع، إذ تعرضت للتعذيب بالموقدة. أول إشارة لاستشهاد القديسة فيث وجد في نسخة من مخطوط بأواخر القرن السادس يعود لـ جيروم، الذي مات سنة 420، وعُد يوم وفاتها في 6 أكتوبر يومًا مقدسًا. أُدرج يوم استشهاد فيث في «باسيو» في منتصف القرن التاسع. 

## السيَر
سيَر القديسين، للقديسة فيث، منسوبة لرجل الكنيسة بيرنارد إنجريز (أُلف بين 1013 وبعد 1020)، تُدعى معجزاتها «جوكا فيث» باللاتينية «الحيل» أو «الطرفات»، من النوع الذي يطلق عليه سكان المكان طرفات القديسة فوي، وهي الطريقة التي يفهم بها الفلاحون هذه التلميحات. كانت إحدى هذه الطرف: ساكن للقصر المحلي يمسك الخاتم الذي حملته زوجته عندما قطعت وعداً أمام القديس، الساكن المدعو أوسترين، يستخدم الخاتم ليتزوج مرة ثانية. تُسبب القديسة فيث تضخمًا في إصبع الزوجة الثانية وألمًا لا يطاق. أوسترين وزوجته الجديدة يزوران ضريح القديس وفي الليلة الثالثة «عندما وقعت المرأة الحزينة فتؤذي أنفها، يطير الخاتم دون أن يؤذيها، كما لو أُلقي من أقوى أداة تحطيم، فأدى لضربة قاسية على البلاط لمسافة طويلة». اشتُهرت بإعادة النظر لأولئك المخلصين لها، وغالباً ما يفقدون النظر مجدداً في حال تكبروا. 
تُعد ثمانية «كانشيو دي سانت في» للاحتفال بعيد القديسة فيث في 593 سطرًا من أقدم الأعمال المكتوبة باللغة الكتالونية، المنصوص عليها في عهد ريموند برانجيه الأول بين 1054 و1076 (غالباً مات في 1070) كان يُعتمد في المقام الأول على «باسيو سانكتورم فيديس أي كابريسي» المفقودة الآن. تُعتبر حياة واستشهاد القديسة فيث في العديد من الروايات آيات أخرى والمدرجة في قوائم الشهداء. نظم سايمون أوف والسينغهام، وهو راهب في دير سانت ادموندز بوري، رواية آية الفرنسية عن القديسة فيث، عن رواية فيون سانت ادموندز بوري، مستنداً إلى مصادر لاتينية. 

## الإجلال
خلال القرن الثاني عشر، صُهرت عبادة فيث (الإخلاص والطقوس الدينية المرتبطة بها) مع عبادة كابرسيوس اجين (كابريس) وألبرتا آجن، كلهما يرتبط بآجن. وعبادة كابرسيوس تندمج أيضاً مع عبادة بريموس وفيليشان، المدعوتان الأخوين كابريسيوس. يروي شعر سايمون أوف والسنغهام العائد للقرن الثاني عشر قصة حياة القديسة فيث، حياة القديسة فيو، داشيان، كابريس، بريموس وفيليشيان. 
إحدى الأساطير المسرودة في حياة القديسة فيو لسايمون اوف والسنغهام في القرن الثاني عشر، تنص على أنه خلال اضطهاد المسيحيين من قبل المحافظ داسيان، هرب كابريسيوس إلى قمة سانت فينسنت بالقرب من آجان. حيث شهد إعدام فيث من أعلى التلة. حُكم على كابريسوس بالإعدام، وانضم إليه في طريقه لتنفيذ الحكم ألبرتا، أخت فيث (تُعرف أيضاً باسم والدة كابريسيوس) وشقيقان يدعيان بريموس وفيليشان. قُطعت رؤوس الأربعة.

## العبادة والرصيد الديني
في القرن الخامس، أمر دولتشيوس، أسقف اجان، ببناء بازيليكيا مخصصة لها. رُممت لاحقاً في القرن الثامن وتوسعت في القرن الخامس عشر. وهُدمت في عام 1892 بسبب التخطيط المدني في اجان.
لم تكن طقوسها الدينية في بناء بازيليكا بل في كنيسة القديسة فوي في كونكس. في عام 866 نُقل رفاتها إلى كونكس. الذي كان على طول طريق الحج إلى كومبوستيلا. طقوسها الدينية تركزت في آباتيل سانت فوي دي كونكس. نُشرت على طول طريق الحج في طريق سانت جيمس وما وراءها. أصبحت طقوسها شعبية ف إنكلترا وإيطاليا وأمريكا الجنوبية.  في 1105 شيد في مدينة هورشام، قرية في نورفولك، مجموعة من القديسين دير للقديسة فيث من قِبل روبرت وسيبل فيتزوالتر، التي نجت جداريات القديسة فيث، اكتُشفت عام 1969 مخبأة في جدار حائط.
المستكشف المُذّهب في كونكس في كتاب معجزقدم كتاب برنارد أوف إنجر معجزات القديسة فوي شهادة ثاقبة من ردة فعله تجاه سانت فوي كرجل دين من العصور الوسطى وموقفه المتناقض تجاه المخلفات بشكل عام. جاء تغيير موقفه عندما شاهد «معجزة – مشحونة اقتصادياً» ادعى فيها رجل دين آخر، أودالريك، أنه تعرض للضرب على يد القديسة فوي. وهكذا اعتقد برنارد اوف انجير أن سانت فوي تعاقب اللا مؤمنين وعلى الرغم من مهاجمة التمثال سابقاً، برر إخلاصه المُكتشف مؤخراً بالقول من خلال الادعاء بأن المعبود كان «وسيلة للقديس وليس القديس نفسه». ومنذ ذلك الحين جرى تكييفه وإثرائه مراراً وتكراراً حتى القرن التاسع عشر. الرأس بذاته صُنع من الذهب بعكس باقي الجسد -المصنوع من صفائح خشب الطقسوس الرقيقة- بشكل مبدئي على أنه صورة إمبراطورية للإمبراطور الروماني الأخير. توماس هوفينغ، المدير السابق لمتحف ميتروبوليتان للفنون فسّر أن الوجه الذهبي بالحجم الطبيعي بكونه صورة أو قناع الموت لشارلمان. 
نُقل باقي رفاتها إلى دير سانت كوجات في كاتالونيا عام 1365. ومع ذلك يمكن رؤية الرصيد الديني في دير كونكس في فرنسا. خُصصت الكنائس المهمة لها في كنيسة كونش آن أوش في نورماندي وفي سيليسات في ألزاس. (انظر كنيسة القديس فيث في سيليسات).

## في الثقافة
العديد من المواقع الجغرافية سُميت نسبة للقديسة فيث في أميركا الجنوبية: في الولايات المتحدة، مدينة القديسة في، نيو ماكسيكو، سانتا في سبيرنغ في لوس أنجلوس، كاليفورنيا، كلها أماكن أخذت اسمها نسبة للقديسة فيث.